# Temu (marché)
Temu est une plateforme de commerce en ligne fondée sur le principe de la place de marché. Elle est exploitée dans plusieurs pays par la société PDD Holdings Inc., basée à Dublin,. Elle propose des produits à prix très réduits qui sont principalement expédiés aux clients directement depuis les usines. 
Temu met en relation directe les consommateurs avec les fabricants et les vendeurs grâce à son modèle « Consumer-to-Manufacturer » (C2M), simplifiant ainsi les chaînes d'approvisionnement traditionnelles du commerce de détail et réduisant les coûts. En s'appuyant sur un vaste réseau de fournisseurs et une logistique optimisée, la plateforme offre une large sélection de produits tout en éliminant les marges intermédiaires.
Depuis 2024, Temu a invité des vendeurs locaux de marchés tels que les États-Unis, le Mexique, le Royaume-Uni, l'Allemagne, la France, l'Italie, les Pays-Bas, l'Espagne, la Belgique, l'Autriche, la Pologne, la République Tchèque, la Hongrie, la Roumanie, la Suède, le Japon, la République de Corée, le Canada, l'Australie et le Portugal à rejoindre la plateforme. Avec ces vendeurs locaux, Temu souhaite proposer une sélection encore plus large de produits adaptés aux préférences des consommateurs tout en soutenant les entreprises locales. Temu prévoit que jusqu'à 80 % de ses ventes européennes proviendront à terme de ce modèle local-à-local, offrant une sélection plus large et plus pertinente, des livraisons plus rapides et un soutien aux entreprises locales. 

## Histoire
La plateforme Temu est lancée pour la première fois aux États-Unis en septembre 2022. Fin 2022, l'application Temu est l'application la plus téléchargée aux États-Unis. En février 2023, Temu s'implante au Canada. Ce même mois, la société diffuse une publicité pour le Super Bowl. En mars 2023, Temu débarque en Australie et en Nouvelle-Zélande. Le mois suivant, Temu arrive en France, en Italie, en Allemagne, aux Pays-Bas, en Espagne et au Royaume-Uni. Dès l'année suivante, Temu est le quatrième vendeur en ligne en France. La plateforme de commerce électronique est désormais présente sur plus de 90 marchés à travers le monde, dont les 27 États membres de l'UE. 

## Modèle économique
Temu est détenue et exploitée par la société chinoise enregistrée aux îles Caïmans PDD Holdings, qui possède également Pinduoduo, une plate-forme de commerce en ligne populaire en Chine puisque troisième vendeur derrière Alibaba et JD.com. Temu a son siège social à Dublin. La plateforme permet aux fournisseurs basés en Chine de vendre et d'expédier directement aux clients sans avoir à s'appuyer sur des entrepôts dans le pays de destination, afin de réduire les intermédiaires. Les achats en ligne sur Temu peuvent être effectués à l'aide d'un navigateur web ou via une application mobile dédiée. 
En 2024, la marque française de literie Casabel a conclu un partenariat avec Temu, devenant l'une des premières entreprises françaises à rejoindre la plateforme. Ce partenariat a permis à Casabel d’augmenter ses ventes en France de 15 %. 
OneGum, la marque française de snacks énergisants s’est également associée à Temu pour poursuivre sa croissance, bénéficiant d’une ouverture rapide de sa boutique en ligne et d’un accompagnement personnalisé. Ce partenariat lui a permis d’élargir sa présence sur le marché.
En janvier 2025, Temu a renforcé son programme d’assurance qualité en établissant des partenariats avec les organismes internationaux TÜV SÜD, TÜV Rheinland, SGS et Bureau Veritas, afin de garantir la conformité des produits aux normes de sécurité mondiales.
En avril 2025, Temu a conclu un partenariat stratégique avec Eurofins Consumer Product Testing afin de renforcer la sécurité, la conformité et le contrôle qualité des produits vendus sur sa marketplace, notamment via des inspections indépendantes et des tests certifiés (jouets, textile, électronique, mobilier, etc.)
En avril 2025, Temu a signé un protocole d’accord avec DHL Group pour renforcer leur partenariat logistique, visant à soutenir les petites et moyennes entreprises locales en Europe, au Moyen-Orient et en Europe de l’Est, notamment via le modèle « local-to-local » facilitant la vente et la gestion logistique locale sur la plateforme.
En mai 2025, Temu a signé un protocole d’accord avec l’International AntiCounterfeiting Coalition (IACC) et rejoint son Marketplace Advisory Council afin de renforcer la lutte contre la contrefaçon et améliorer l’application des droits de propriété intellectuelle sur sa plateforme.
Selon une étude d’IPSOS, une majorité des acheteurs en ligne privilégient les plateformes offrant un bon rapport qualité-prix, avec des prix compétitifs, une large sélection et une expérience d’achat fluide. Ces consommateurs, sensibles aux promotions et à la transparence, sont l’un des facteurs qui influencent fortement le marché du e-commerce, secteur dans lequel Temu est un acteur important.
Enfin, Temu offre des produits gratuits à certains utilisateurs qui encouragent de nouvelles personnes à installer l'application via des codes d'affiliation, des médias sociaux et la ludification. Elle utilise également la publicité en ligne sur Facebook et Instagram et d'autres plates-formes en ligne pour plusieurs milliards de dollars annuels. Selon Sarah Perez, écrivant pour TechCrunch, ces publicités semblent fonctionner pour augmenter les installations de Temu mais à côté, les avis de l'application contiennent des plaintes concernent des arnaques, des livraisons endommagées et retardées, des commandes incorrectes et un manque de service client. Selon un article de Andrew Chow, publié dans le magazine Time, Temu commencerait également à développer une réputation de colis non livrés, de frais mystérieux, de commandes incorrectes et de service client insensible[réf. nécessaire]. 
L'usage de la livraison gratuite reste également un argument commercial (même si cette possibilité augmente les délais de livraison), ainsi que le renouvellement permanent des produits proposés.
Un débat existe sur les pratiques commerciales de Temu, notamment concernant d'éventuelles vente à perte pour gagner des parts de marchés ou revendre des données personnelles,. Ce modèle économique fait de prix très bas et de dépenses publicitaires importantes pose la question de la rentabilité pour nombre d'observateurs économiques ; le Wall Street Journal estime que pour gagner des parts de marché, Temu perdrait 7 dollars sur chaque commande[Quand ?].

## Controverses et réactions

### Union européenne
En mai 2024, une fédération d’associations européennes de consommateurs, le Bureau européen des unions de consommateurs (BEUC), dépose une plainte auprès de la Commission européenne et des autorités nationales compétentes contre Temu. Ce collectif accuse la plate-forme de violer plusieurs dispositions du règlement de l'UE sur les services numériques (DSA), notamment par des pratiques de dark pattern. Le caractère addictif de l'application et l'illégalité de nombreux produits sont particulièrement visés : plusieurs tests dans divers pays européens ont montré la dangerosité de ces produits, tels les cosmétiques ou les produits de puériculture par exemple.
En octobre 2024, la Commission européenne adresse des questions écrites à la plateforme de commerce en ligne à propos de la présence et de la réapparition de vendeurs commercialisant des produits illégaux ainsi qu'à propos des mesures prises par Temu pour réduire les risques liés à la protection des consommateurs et à la santé. Cette année là, Temu compte 75 millions de consommateurs européens.

### États-Unis
En mai 2023, la commission d'examen de l'économie et de la sécurité entre les États-Unis et la Chine a fait part de ses inquiétudes concernant les risques pour les données personnelles des utilisateurs sur Temu en tant qu'application d'achat affiliée à Pinduoduo, qui avait été supprimée de Google Play après que certaines de ses versions se sont avérées contenir des logiciels malveillants.
Le 17 mai 2023, le gouverneur du Montana, Greg Gianforte, a interdit Temu, ainsi que les applications ByteDance (notamment TikTok), Telegram et WeChat,, sur les appareils des services de l'État.
En juin 2023, le comité restreint de la Chambre des États-Unis sur la concurrence stratégique entre les États-Unis et le Parti communiste chinois a déclaré que Temu ne maintenait pas « même la façade d'un programme de conformité significatif » avec la loi ouïghoure sur la prévention du travail forcé pour empêcher les marchandises fabriquées par le travail forcé hors de sa plate-forme,,,.
En septembre 2023, le site web Grizzlyreports.com affirme que Temu contient « un logiciel espion habilement dissimulé qui représente une menace urgente pour la sécurité des intérêts nationaux des États-Unis ». Ce malware « enregistre la moindre activité de ses utilisateurs depuis leur smartphone. On parle ici de siphonnage de messages privés, ou encore des données bancaires ».
En mai 2025, la plateforme retire les produits chinois (ceux proposés après le 2 mai) pour s'orienter vers un modèle privilégiant les produits nationaux. Cela a été mis en place en réaction à la remise en cause par Donald Trump des exemptions de droits de douane.

### France
En 2023 en France, Temu fait l'objet d'une enquête de la répression des fraudes.
Le 14 mars 2024, une proposition de loi dite « fast-fashion » pénalisant les achats sur le site Temu depuis la France, est adoptée par l'Assemblée nationale, avant de devoir passer au Sénat.

### Suisse
D'après des tests réalisés par la RTS, certains articles (notamment de sécurité : gilets de sauvetage, casques de protection…) ne respectent pas les normes européennes de sécurité et d'autres ne correspondent pas à ce que le client pense acheter.

### Source
- Laure Croiset, « Temu, les dessous d'une déferlante », Challenges, no 853,‎ 28 novembre 2024, p. 16-20 (ISSN 0751-4417).